# Jugoslaviskt parti
Den här artikeln använder algebraisk schacknotation för att beskriva schackdragen.
Jugoslaviskt parti, även kallat Pircs försvar, är en schacköppning som definieras av dragen:
1. e4 d6
2. d4 Sf6
Jugoslaviskt parti räknas till de hypermoderna öppningarna. Svart ställer upp sig med ...d6, ...Sf6, ...g6 och ...Lg7 och avvaktar med att utmana vit i centrum.
Det finns kända partier från 1800-talet men öppningen blev populär först efter andra världskriget. Den är uppkallad efter jugoslaven Vasja Pirc.  

## Varianter
|   | a | b | c | d | e | f | g | h |   |
| 8 | a8 svart torn · b8 svart springare · c8 svart löpare · d8 svart drottning · f8 svart torn · g8 svart kung · a7 svart bonde · b7 svart bonde · c7 svart bonde · e7 svart bonde · f7 svart bonde · g7 svart löpare · h7 svart bonde · d6 svart bonde · f6 svart springare · g6 svart bonde · d4 vit bonde · e4 vit bonde · c3 vit springare · f3 vit springare · a2 vit bonde · b2 vit bonde · c2 vit bonde · e2 vit löpare · f2 vit bonde · g2 vit bonde · h2 vit bonde · a1 vit torn · c1 vit löpare · d1 vit drottning · f1 vit torn · g1 vit kung | a8 svart torn · b8 svart springare · c8 svart löpare · d8 svart drottning · f8 svart torn · g8 svart kung · a7 svart bonde · b7 svart bonde · c7 svart bonde · e7 svart bonde · f7 svart bonde · g7 svart löpare · h7 svart bonde · d6 svart bonde · f6 svart springare · g6 svart bonde · d4 vit bonde · e4 vit bonde · c3 vit springare · f3 vit springare · a2 vit bonde · b2 vit bonde · c2 vit bonde · e2 vit löpare · f2 vit bonde · g2 vit bonde · h2 vit bonde · a1 vit torn · c1 vit löpare · d1 vit drottning · f1 vit torn · g1 vit kung | a8 svart torn · b8 svart springare · c8 svart löpare · d8 svart drottning · f8 svart torn · g8 svart kung · a7 svart bonde · b7 svart bonde · c7 svart bonde · e7 svart bonde · f7 svart bonde · g7 svart löpare · h7 svart bonde · d6 svart bonde · f6 svart springare · g6 svart bonde · d4 vit bonde · e4 vit bonde · c3 vit springare · f3 vit springare · a2 vit bonde · b2 vit bonde · c2 vit bonde · e2 vit löpare · f2 vit bonde · g2 vit bonde · h2 vit bonde · a1 vit torn · c1 vit löpare · d1 vit drottning · f1 vit torn · g1 vit kung | a8 svart torn · b8 svart springare · c8 svart löpare · d8 svart drottning · f8 svart torn · g8 svart kung · a7 svart bonde · b7 svart bonde · c7 svart bonde · e7 svart bonde · f7 svart bonde · g7 svart löpare · h7 svart bonde · d6 svart bonde · f6 svart springare · g6 svart bonde · d4 vit bonde · e4 vit bonde · c3 vit springare · f3 vit springare · a2 vit bonde · b2 vit bonde · c2 vit bonde · e2 vit löpare · f2 vit bonde · g2 vit bonde · h2 vit bonde · a1 vit torn · c1 vit löpare · d1 vit drottning · f1 vit torn · g1 vit kung | a8 svart torn · b8 svart springare · c8 svart löpare · d8 svart drottning · f8 svart torn · g8 svart kung · a7 svart bonde · b7 svart bonde · c7 svart bonde · e7 svart bonde · f7 svart bonde · g7 svart löpare · h7 svart bonde · d6 svart bonde · f6 svart springare · g6 svart bonde · d4 vit bonde · e4 vit bonde · c3 vit springare · f3 vit springare · a2 vit bonde · b2 vit bonde · c2 vit bonde · e2 vit löpare · f2 vit bonde · g2 vit bonde · h2 vit bonde · a1 vit torn · c1 vit löpare · d1 vit drottning · f1 vit torn · g1 vit kung | a8 svart torn · b8 svart springare · c8 svart löpare · d8 svart drottning · f8 svart torn · g8 svart kung · a7 svart bonde · b7 svart bonde · c7 svart bonde · e7 svart bonde · f7 svart bonde · g7 svart löpare · h7 svart bonde · d6 svart bonde · f6 svart springare · g6 svart bonde · d4 vit bonde · e4 vit bonde · c3 vit springare · f3 vit springare · a2 vit bonde · b2 vit bonde · c2 vit bonde · e2 vit löpare · f2 vit bonde · g2 vit bonde · h2 vit bonde · a1 vit torn · c1 vit löpare · d1 vit drottning · f1 vit torn · g1 vit kung | a8 svart torn · b8 svart springare · c8 svart löpare · d8 svart drottning · f8 svart torn · g8 svart kung · a7 svart bonde · b7 svart bonde · c7 svart bonde · e7 svart bonde · f7 svart bonde · g7 svart löpare · h7 svart bonde · d6 svart bonde · f6 svart springare · g6 svart bonde · d4 vit bonde · e4 vit bonde · c3 vit springare · f3 vit springare · a2 vit bonde · b2 vit bonde · c2 vit bonde · e2 vit löpare · f2 vit bonde · g2 vit bonde · h2 vit bonde · a1 vit torn · c1 vit löpare · d1 vit drottning · f1 vit torn · g1 vit kung | a8 svart torn · b8 svart springare · c8 svart löpare · d8 svart drottning · f8 svart torn · g8 svart kung · a7 svart bonde · b7 svart bonde · c7 svart bonde · e7 svart bonde · f7 svart bonde · g7 svart löpare · h7 svart bonde · d6 svart bonde · f6 svart springare · g6 svart bonde · d4 vit bonde · e4 vit bonde · c3 vit springare · f3 vit springare · a2 vit bonde · b2 vit bonde · c2 vit bonde · e2 vit löpare · f2 vit bonde · g2 vit bonde · h2 vit bonde · a1 vit torn · c1 vit löpare · d1 vit drottning · f1 vit torn · g1 vit kung | 8 |
| 7 | a8 svart torn · b8 svart springare · c8 svart löpare · d8 svart drottning · f8 svart torn · g8 svart kung · a7 svart bonde · b7 svart bonde · c7 svart bonde · e7 svart bonde · f7 svart bonde · g7 svart löpare · h7 svart bonde · d6 svart bonde · f6 svart springare · g6 svart bonde · d4 vit bonde · e4 vit bonde · c3 vit springare · f3 vit springare · a2 vit bonde · b2 vit bonde · c2 vit bonde · e2 vit löpare · f2 vit bonde · g2 vit bonde · h2 vit bonde · a1 vit torn · c1 vit löpare · d1 vit drottning · f1 vit torn · g1 vit kung | a8 svart torn · b8 svart springare · c8 svart löpare · d8 svart drottning · f8 svart torn · g8 svart kung · a7 svart bonde · b7 svart bonde · c7 svart bonde · e7 svart bonde · f7 svart bonde · g7 svart löpare · h7 svart bonde · d6 svart bonde · f6 svart springare · g6 svart bonde · d4 vit bonde · e4 vit bonde · c3 vit springare · f3 vit springare · a2 vit bonde · b2 vit bonde · c2 vit bonde · e2 vit löpare · f2 vit bonde · g2 vit bonde · h2 vit bonde · a1 vit torn · c1 vit löpare · d1 vit drottning · f1 vit torn · g1 vit kung | a8 svart torn · b8 svart springare · c8 svart löpare · d8 svart drottning · f8 svart torn · g8 svart kung · a7 svart bonde · b7 svart bonde · c7 svart bonde · e7 svart bonde · f7 svart bonde · g7 svart löpare · h7 svart bonde · d6 svart bonde · f6 svart springare · g6 svart bonde · d4 vit bonde · e4 vit bonde · c3 vit springare · f3 vit springare · a2 vit bonde · b2 vit bonde · c2 vit bonde · e2 vit löpare · f2 vit bonde · g2 vit bonde · h2 vit bonde · a1 vit torn · c1 vit löpare · d1 vit drottning · f1 vit torn · g1 vit kung | a8 svart torn · b8 svart springare · c8 svart löpare · d8 svart drottning · f8 svart torn · g8 svart kung · a7 svart bonde · b7 svart bonde · c7 svart bonde · e7 svart bonde · f7 svart bonde · g7 svart löpare · h7 svart bonde · d6 svart bonde · f6 svart springare · g6 svart bonde · d4 vit bonde · e4 vit bonde · c3 vit springare · f3 vit springare · a2 vit bonde · b2 vit bonde · c2 vit bonde · e2 vit löpare · f2 vit bonde · g2 vit bonde · h2 vit bonde · a1 vit torn · c1 vit löpare · d1 vit drottning · f1 vit torn · g1 vit kung | a8 svart torn · b8 svart springare · c8 svart löpare · d8 svart drottning · f8 svart torn · g8 svart kung · a7 svart bonde · b7 svart bonde · c7 svart bonde · e7 svart bonde · f7 svart bonde · g7 svart löpare · h7 svart bonde · d6 svart bonde · f6 svart springare · g6 svart bonde · d4 vit bonde · e4 vit bonde · c3 vit springare · f3 vit springare · a2 vit bonde · b2 vit bonde · c2 vit bonde · e2 vit löpare · f2 vit bonde · g2 vit bonde · h2 vit bonde · a1 vit torn · c1 vit löpare · d1 vit drottning · f1 vit torn · g1 vit kung | a8 svart torn · b8 svart springare · c8 svart löpare · d8 svart drottning · f8 svart torn · g8 svart kung · a7 svart bonde · b7 svart bonde · c7 svart bonde · e7 svart bonde · f7 svart bonde · g7 svart löpare · h7 svart bonde · d6 svart bonde · f6 svart springare · g6 svart bonde · d4 vit bonde · e4 vit bonde · c3 vit springare · f3 vit springare · a2 vit bonde · b2 vit bonde · c2 vit bonde · e2 vit löpare · f2 vit bonde · g2 vit bonde · h2 vit bonde · a1 vit torn · c1 vit löpare · d1 vit drottning · f1 vit torn · g1 vit kung | a8 svart torn · b8 svart springare · c8 svart löpare · d8 svart drottning · f8 svart torn · g8 svart kung · a7 svart bonde · b7 svart bonde · c7 svart bonde · e7 svart bonde · f7 svart bonde · g7 svart löpare · h7 svart bonde · d6 svart bonde · f6 svart springare · g6 svart bonde · d4 vit bonde · e4 vit bonde · c3 vit springare · f3 vit springare · a2 vit bonde · b2 vit bonde · c2 vit bonde · e2 vit löpare · f2 vit bonde · g2 vit bonde · h2 vit bonde · a1 vit torn · c1 vit löpare · d1 vit drottning · f1 vit torn · g1 vit kung | a8 svart torn · b8 svart springare · c8 svart löpare · d8 svart drottning · f8 svart torn · g8 svart kung · a7 svart bonde · b7 svart bonde · c7 svart bonde · e7 svart bonde · f7 svart bonde · g7 svart löpare · h7 svart bonde · d6 svart bonde · f6 svart springare · g6 svart bonde · d4 vit bonde · e4 vit bonde · c3 vit springare · f3 vit springare · a2 vit bonde · b2 vit bonde · c2 vit bonde · e2 vit löpare · f2 vit bonde · g2 vit bonde · h2 vit bonde · a1 vit torn · c1 vit löpare · d1 vit drottning · f1 vit torn · g1 vit kung | 7 |
| 6 | a8 svart torn · b8 svart springare · c8 svart löpare · d8 svart drottning · f8 svart torn · g8 svart kung · a7 svart bonde · b7 svart bonde · c7 svart bonde · e7 svart bonde · f7 svart bonde · g7 svart löpare · h7 svart bonde · d6 svart bonde · f6 svart springare · g6 svart bonde · d4 vit bonde · e4 vit bonde · c3 vit springare · f3 vit springare · a2 vit bonde · b2 vit bonde · c2 vit bonde · e2 vit löpare · f2 vit bonde · g2 vit bonde · h2 vit bonde · a1 vit torn · c1 vit löpare · d1 vit drottning · f1 vit torn · g1 vit kung | a8 svart torn · b8 svart springare · c8 svart löpare · d8 svart drottning · f8 svart torn · g8 svart kung · a7 svart bonde · b7 svart bonde · c7 svart bonde · e7 svart bonde · f7 svart bonde · g7 svart löpare · h7 svart bonde · d6 svart bonde · f6 svart springare · g6 svart bonde · d4 vit bonde · e4 vit bonde · c3 vit springare · f3 vit springare · a2 vit bonde · b2 vit bonde · c2 vit bonde · e2 vit löpare · f2 vit bonde · g2 vit bonde · h2 vit bonde · a1 vit torn · c1 vit löpare · d1 vit drottning · f1 vit torn · g1 vit kung | a8 svart torn · b8 svart springare · c8 svart löpare · d8 svart drottning · f8 svart torn · g8 svart kung · a7 svart bonde · b7 svart bonde · c7 svart bonde · e7 svart bonde · f7 svart bonde · g7 svart löpare · h7 svart bonde · d6 svart bonde · f6 svart springare · g6 svart bonde · d4 vit bonde · e4 vit bonde · c3 vit springare · f3 vit springare · a2 vit bonde · b2 vit bonde · c2 vit bonde · e2 vit löpare · f2 vit bonde · g2 vit bonde · h2 vit bonde · a1 vit torn · c1 vit löpare · d1 vit drottning · f1 vit torn · g1 vit kung | a8 svart torn · b8 svart springare · c8 svart löpare · d8 svart drottning · f8 svart torn · g8 svart kung · a7 svart bonde · b7 svart bonde · c7 svart bonde · e7 svart bonde · f7 svart bonde · g7 svart löpare · h7 svart bonde · d6 svart bonde · f6 svart springare · g6 svart bonde · d4 vit bonde · e4 vit bonde · c3 vit springare · f3 vit springare · a2 vit bonde · b2 vit bonde · c2 vit bonde · e2 vit löpare · f2 vit bonde · g2 vit bonde · h2 vit bonde · a1 vit torn · c1 vit löpare · d1 vit drottning · f1 vit torn · g1 vit kung | a8 svart torn · b8 svart springare · c8 svart löpare · d8 svart drottning · f8 svart torn · g8 svart kung · a7 svart bonde · b7 svart bonde · c7 svart bonde · e7 svart bonde · f7 svart bonde · g7 svart löpare · h7 svart bonde · d6 svart bonde · f6 svart springare · g6 svart bonde · d4 vit bonde · e4 vit bonde · c3 vit springare · f3 vit springare · a2 vit bonde · b2 vit bonde · c2 vit bonde · e2 vit löpare · f2 vit bonde · g2 vit bonde · h2 vit bonde · a1 vit torn · c1 vit löpare · d1 vit drottning · f1 vit torn · g1 vit kung | a8 svart torn · b8 svart springare · c8 svart löpare · d8 svart drottning · f8 svart torn · g8 svart kung · a7 svart bonde · b7 svart bonde · c7 svart bonde · e7 svart bonde · f7 svart bonde · g7 svart löpare · h7 svart bonde · d6 svart bonde · f6 svart springare · g6 svart bonde · d4 vit bonde · e4 vit bonde · c3 vit springare · f3 vit springare · a2 vit bonde · b2 vit bonde · c2 vit bonde · e2 vit löpare · f2 vit bonde · g2 vit bonde · h2 vit bonde · a1 vit torn · c1 vit löpare · d1 vit drottning · f1 vit torn · g1 vit kung | a8 svart torn · b8 svart springare · c8 svart löpare · d8 svart drottning · f8 svart torn · g8 svart kung · a7 svart bonde · b7 svart bonde · c7 svart bonde · e7 svart bonde · f7 svart bonde · g7 svart löpare · h7 svart bonde · d6 svart bonde · f6 svart springare · g6 svart bonde · d4 vit bonde · e4 vit bonde · c3 vit springare · f3 vit springare · a2 vit bonde · b2 vit bonde · c2 vit bonde · e2 vit löpare · f2 vit bonde · g2 vit bonde · h2 vit bonde · a1 vit torn · c1 vit löpare · d1 vit drottning · f1 vit torn · g1 vit kung | a8 svart torn · b8 svart springare · c8 svart löpare · d8 svart drottning · f8 svart torn · g8 svart kung · a7 svart bonde · b7 svart bonde · c7 svart bonde · e7 svart bonde · f7 svart bonde · g7 svart löpare · h7 svart bonde · d6 svart bonde · f6 svart springare · g6 svart bonde · d4 vit bonde · e4 vit bonde · c3 vit springare · f3 vit springare · a2 vit bonde · b2 vit bonde · c2 vit bonde · e2 vit löpare · f2 vit bonde · g2 vit bonde · h2 vit bonde · a1 vit torn · c1 vit löpare · d1 vit drottning · f1 vit torn · g1 vit kung | 6 |
| 5 | a8 svart torn · b8 svart springare · c8 svart löpare · d8 svart drottning · f8 svart torn · g8 svart kung · a7 svart bonde · b7 svart bonde · c7 svart bonde · e7 svart bonde · f7 svart bonde · g7 svart löpare · h7 svart bonde · d6 svart bonde · f6 svart springare · g6 svart bonde · d4 vit bonde · e4 vit bonde · c3 vit springare · f3 vit springare · a2 vit bonde · b2 vit bonde · c2 vit bonde · e2 vit löpare · f2 vit bonde · g2 vit bonde · h2 vit bonde · a1 vit torn · c1 vit löpare · d1 vit drottning · f1 vit torn · g1 vit kung | a8 svart torn · b8 svart springare · c8 svart löpare · d8 svart drottning · f8 svart torn · g8 svart kung · a7 svart bonde · b7 svart bonde · c7 svart bonde · e7 svart bonde · f7 svart bonde · g7 svart löpare · h7 svart bonde · d6 svart bonde · f6 svart springare · g6 svart bonde · d4 vit bonde · e4 vit bonde · c3 vit springare · f3 vit springare · a2 vit bonde · b2 vit bonde · c2 vit bonde · e2 vit löpare · f2 vit bonde · g2 vit bonde · h2 vit bonde · a1 vit torn · c1 vit löpare · d1 vit drottning · f1 vit torn · g1 vit kung | a8 svart torn · b8 svart springare · c8 svart löpare · d8 svart drottning · f8 svart torn · g8 svart kung · a7 svart bonde · b7 svart bonde · c7 svart bonde · e7 svart bonde · f7 svart bonde · g7 svart löpare · h7 svart bonde · d6 svart bonde · f6 svart springare · g6 svart bonde · d4 vit bonde · e4 vit bonde · c3 vit springare · f3 vit springare · a2 vit bonde · b2 vit bonde · c2 vit bonde · e2 vit löpare · f2 vit bonde · g2 vit bonde · h2 vit bonde · a1 vit torn · c1 vit löpare · d1 vit drottning · f1 vit torn · g1 vit kung | a8 svart torn · b8 svart springare · c8 svart löpare · d8 svart drottning · f8 svart torn · g8 svart kung · a7 svart bonde · b7 svart bonde · c7 svart bonde · e7 svart bonde · f7 svart bonde · g7 svart löpare · h7 svart bonde · d6 svart bonde · f6 svart springare · g6 svart bonde · d4 vit bonde · e4 vit bonde · c3 vit springare · f3 vit springare · a2 vit bonde · b2 vit bonde · c2 vit bonde · e2 vit löpare · f2 vit bonde · g2 vit bonde · h2 vit bonde · a1 vit torn · c1 vit löpare · d1 vit drottning · f1 vit torn · g1 vit kung | a8 svart torn · b8 svart springare · c8 svart löpare · d8 svart drottning · f8 svart torn · g8 svart kung · a7 svart bonde · b7 svart bonde · c7 svart bonde · e7 svart bonde · f7 svart bonde · g7 svart löpare · h7 svart bonde · d6 svart bonde · f6 svart springare · g6 svart bonde · d4 vit bonde · e4 vit bonde · c3 vit springare · f3 vit springare · a2 vit bonde · b2 vit bonde · c2 vit bonde · e2 vit löpare · f2 vit bonde · g2 vit bonde · h2 vit bonde · a1 vit torn · c1 vit löpare · d1 vit drottning · f1 vit torn · g1 vit kung | a8 svart torn · b8 svart springare · c8 svart löpare · d8 svart drottning · f8 svart torn · g8 svart kung · a7 svart bonde · b7 svart bonde · c7 svart bonde · e7 svart bonde · f7 svart bonde · g7 svart löpare · h7 svart bonde · d6 svart bonde · f6 svart springare · g6 svart bonde · d4 vit bonde · e4 vit bonde · c3 vit springare · f3 vit springare · a2 vit bonde · b2 vit bonde · c2 vit bonde · e2 vit löpare · f2 vit bonde · g2 vit bonde · h2 vit bonde · a1 vit torn · c1 vit löpare · d1 vit drottning · f1 vit torn · g1 vit kung | a8 svart torn · b8 svart springare · c8 svart löpare · d8 svart drottning · f8 svart torn · g8 svart kung · a7 svart bonde · b7 svart bonde · c7 svart bonde · e7 svart bonde · f7 svart bonde · g7 svart löpare · h7 svart bonde · d6 svart bonde · f6 svart springare · g6 svart bonde · d4 vit bonde · e4 vit bonde · c3 vit springare · f3 vit springare · a2 vit bonde · b2 vit bonde · c2 vit bonde · e2 vit löpare · f2 vit bonde · g2 vit bonde · h2 vit bonde · a1 vit torn · c1 vit löpare · d1 vit drottning · f1 vit torn · g1 vit kung | a8 svart torn · b8 svart springare · c8 svart löpare · d8 svart drottning · f8 svart torn · g8 svart kung · a7 svart bonde · b7 svart bonde · c7 svart bonde · e7 svart bonde · f7 svart bonde · g7 svart löpare · h7 svart bonde · d6 svart bonde · f6 svart springare · g6 svart bonde · d4 vit bonde · e4 vit bonde · c3 vit springare · f3 vit springare · a2 vit bonde · b2 vit bonde · c2 vit bonde · e2 vit löpare · f2 vit bonde · g2 vit bonde · h2 vit bonde · a1 vit torn · c1 vit löpare · d1 vit drottning · f1 vit torn · g1 vit kung | 5 |
| 4 | a8 svart torn · b8 svart springare · c8 svart löpare · d8 svart drottning · f8 svart torn · g8 svart kung · a7 svart bonde · b7 svart bonde · c7 svart bonde · e7 svart bonde · f7 svart bonde · g7 svart löpare · h7 svart bonde · d6 svart bonde · f6 svart springare · g6 svart bonde · d4 vit bonde · e4 vit bonde · c3 vit springare · f3 vit springare · a2 vit bonde · b2 vit bonde · c2 vit bonde · e2 vit löpare · f2 vit bonde · g2 vit bonde · h2 vit bonde · a1 vit torn · c1 vit löpare · d1 vit drottning · f1 vit torn · g1 vit kung | a8 svart torn · b8 svart springare · c8 svart löpare · d8 svart drottning · f8 svart torn · g8 svart kung · a7 svart bonde · b7 svart bonde · c7 svart bonde · e7 svart bonde · f7 svart bonde · g7 svart löpare · h7 svart bonde · d6 svart bonde · f6 svart springare · g6 svart bonde · d4 vit bonde · e4 vit bonde · c3 vit springare · f3 vit springare · a2 vit bonde · b2 vit bonde · c2 vit bonde · e2 vit löpare · f2 vit bonde · g2 vit bonde · h2 vit bonde · a1 vit torn · c1 vit löpare · d1 vit drottning · f1 vit torn · g1 vit kung | a8 svart torn · b8 svart springare · c8 svart löpare · d8 svart drottning · f8 svart torn · g8 svart kung · a7 svart bonde · b7 svart bonde · c7 svart bonde · e7 svart bonde · f7 svart bonde · g7 svart löpare · h7 svart bonde · d6 svart bonde · f6 svart springare · g6 svart bonde · d4 vit bonde · e4 vit bonde · c3 vit springare · f3 vit springare · a2 vit bonde · b2 vit bonde · c2 vit bonde · e2 vit löpare · f2 vit bonde · g2 vit bonde · h2 vit bonde · a1 vit torn · c1 vit löpare · d1 vit drottning · f1 vit torn · g1 vit kung | a8 svart torn · b8 svart springare · c8 svart löpare · d8 svart drottning · f8 svart torn · g8 svart kung · a7 svart bonde · b7 svart bonde · c7 svart bonde · e7 svart bonde · f7 svart bonde · g7 svart löpare · h7 svart bonde · d6 svart bonde · f6 svart springare · g6 svart bonde · d4 vit bonde · e4 vit bonde · c3 vit springare · f3 vit springare · a2 vit bonde · b2 vit bonde · c2 vit bonde · e2 vit löpare · f2 vit bonde · g2 vit bonde · h2 vit bonde · a1 vit torn · c1 vit löpare · d1 vit drottning · f1 vit torn · g1 vit kung | a8 svart torn · b8 svart springare · c8 svart löpare · d8 svart drottning · f8 svart torn · g8 svart kung · a7 svart bonde · b7 svart bonde · c7 svart bonde · e7 svart bonde · f7 svart bonde · g7 svart löpare · h7 svart bonde · d6 svart bonde · f6 svart springare · g6 svart bonde · d4 vit bonde · e4 vit bonde · c3 vit springare · f3 vit springare · a2 vit bonde · b2 vit bonde · c2 vit bonde · e2 vit löpare · f2 vit bonde · g2 vit bonde · h2 vit bonde · a1 vit torn · c1 vit löpare · d1 vit drottning · f1 vit torn · g1 vit kung | a8 svart torn · b8 svart springare · c8 svart löpare · d8 svart drottning · f8 svart torn · g8 svart kung · a7 svart bonde · b7 svart bonde · c7 svart bonde · e7 svart bonde · f7 svart bonde · g7 svart löpare · h7 svart bonde · d6 svart bonde · f6 svart springare · g6 svart bonde · d4 vit bonde · e4 vit bonde · c3 vit springare · f3 vit springare · a2 vit bonde · b2 vit bonde · c2 vit bonde · e2 vit löpare · f2 vit bonde · g2 vit bonde · h2 vit bonde · a1 vit torn · c1 vit löpare · d1 vit drottning · f1 vit torn · g1 vit kung | a8 svart torn · b8 svart springare · c8 svart löpare · d8 svart drottning · f8 svart torn · g8 svart kung · a7 svart bonde · b7 svart bonde · c7 svart bonde · e7 svart bonde · f7 svart bonde · g7 svart löpare · h7 svart bonde · d6 svart bonde · f6 svart springare · g6 svart bonde · d4 vit bonde · e4 vit bonde · c3 vit springare · f3 vit springare · a2 vit bonde · b2 vit bonde · c2 vit bonde · e2 vit löpare · f2 vit bonde · g2 vit bonde · h2 vit bonde · a1 vit torn · c1 vit löpare · d1 vit drottning · f1 vit torn · g1 vit kung | a8 svart torn · b8 svart springare · c8 svart löpare · d8 svart drottning · f8 svart torn · g8 svart kung · a7 svart bonde · b7 svart bonde · c7 svart bonde · e7 svart bonde · f7 svart bonde · g7 svart löpare · h7 svart bonde · d6 svart bonde · f6 svart springare · g6 svart bonde · d4 vit bonde · e4 vit bonde · c3 vit springare · f3 vit springare · a2 vit bonde · b2 vit bonde · c2 vit bonde · e2 vit löpare · f2 vit bonde · g2 vit bonde · h2 vit bonde · a1 vit torn · c1 vit löpare · d1 vit drottning · f1 vit torn · g1 vit kung | 4 |
| 3 | a8 svart torn · b8 svart springare · c8 svart löpare · d8 svart drottning · f8 svart torn · g8 svart kung · a7 svart bonde · b7 svart bonde · c7 svart bonde · e7 svart bonde · f7 svart bonde · g7 svart löpare · h7 svart bonde · d6 svart bonde · f6 svart springare · g6 svart bonde · d4 vit bonde · e4 vit bonde · c3 vit springare · f3 vit springare · a2 vit bonde · b2 vit bonde · c2 vit bonde · e2 vit löpare · f2 vit bonde · g2 vit bonde · h2 vit bonde · a1 vit torn · c1 vit löpare · d1 vit drottning · f1 vit torn · g1 vit kung | a8 svart torn · b8 svart springare · c8 svart löpare · d8 svart drottning · f8 svart torn · g8 svart kung · a7 svart bonde · b7 svart bonde · c7 svart bonde · e7 svart bonde · f7 svart bonde · g7 svart löpare · h7 svart bonde · d6 svart bonde · f6 svart springare · g6 svart bonde · d4 vit bonde · e4 vit bonde · c3 vit springare · f3 vit springare · a2 vit bonde · b2 vit bonde · c2 vit bonde · e2 vit löpare · f2 vit bonde · g2 vit bonde · h2 vit bonde · a1 vit torn · c1 vit löpare · d1 vit drottning · f1 vit torn · g1 vit kung | a8 svart torn · b8 svart springare · c8 svart löpare · d8 svart drottning · f8 svart torn · g8 svart kung · a7 svart bonde · b7 svart bonde · c7 svart bonde · e7 svart bonde · f7 svart bonde · g7 svart löpare · h7 svart bonde · d6 svart bonde · f6 svart springare · g6 svart bonde · d4 vit bonde · e4 vit bonde · c3 vit springare · f3 vit springare · a2 vit bonde · b2 vit bonde · c2 vit bonde · e2 vit löpare · f2 vit bonde · g2 vit bonde · h2 vit bonde · a1 vit torn · c1 vit löpare · d1 vit drottning · f1 vit torn · g1 vit kung | a8 svart torn · b8 svart springare · c8 svart löpare · d8 svart drottning · f8 svart torn · g8 svart kung · a7 svart bonde · b7 svart bonde · c7 svart bonde · e7 svart bonde · f7 svart bonde · g7 svart löpare · h7 svart bonde · d6 svart bonde · f6 svart springare · g6 svart bonde · d4 vit bonde · e4 vit bonde · c3 vit springare · f3 vit springare · a2 vit bonde · b2 vit bonde · c2 vit bonde · e2 vit löpare · f2 vit bonde · g2 vit bonde · h2 vit bonde · a1 vit torn · c1 vit löpare · d1 vit drottning · f1 vit torn · g1 vit kung | a8 svart torn · b8 svart springare · c8 svart löpare · d8 svart drottning · f8 svart torn · g8 svart kung · a7 svart bonde · b7 svart bonde · c7 svart bonde · e7 svart bonde · f7 svart bonde · g7 svart löpare · h7 svart bonde · d6 svart bonde · f6 svart springare · g6 svart bonde · d4 vit bonde · e4 vit bonde · c3 vit springare · f3 vit springare · a2 vit bonde · b2 vit bonde · c2 vit bonde · e2 vit löpare · f2 vit bonde · g2 vit bonde · h2 vit bonde · a1 vit torn · c1 vit löpare · d1 vit drottning · f1 vit torn · g1 vit kung | a8 svart torn · b8 svart springare · c8 svart löpare · d8 svart drottning · f8 svart torn · g8 svart kung · a7 svart bonde · b7 svart bonde · c7 svart bonde · e7 svart bonde · f7 svart bonde · g7 svart löpare · h7 svart bonde · d6 svart bonde · f6 svart springare · g6 svart bonde · d4 vit bonde · e4 vit bonde · c3 vit springare · f3 vit springare · a2 vit bonde · b2 vit bonde · c2 vit bonde · e2 vit löpare · f2 vit bonde · g2 vit bonde · h2 vit bonde · a1 vit torn · c1 vit löpare · d1 vit drottning · f1 vit torn · g1 vit kung | a8 svart torn · b8 svart springare · c8 svart löpare · d8 svart drottning · f8 svart torn · g8 svart kung · a7 svart bonde · b7 svart bonde · c7 svart bonde · e7 svart bonde · f7 svart bonde · g7 svart löpare · h7 svart bonde · d6 svart bonde · f6 svart springare · g6 svart bonde · d4 vit bonde · e4 vit bonde · c3 vit springare · f3 vit springare · a2 vit bonde · b2 vit bonde · c2 vit bonde · e2 vit löpare · f2 vit bonde · g2 vit bonde · h2 vit bonde · a1 vit torn · c1 vit löpare · d1 vit drottning · f1 vit torn · g1 vit kung | a8 svart torn · b8 svart springare · c8 svart löpare · d8 svart drottning · f8 svart torn · g8 svart kung · a7 svart bonde · b7 svart bonde · c7 svart bonde · e7 svart bonde · f7 svart bonde · g7 svart löpare · h7 svart bonde · d6 svart bonde · f6 svart springare · g6 svart bonde · d4 vit bonde · e4 vit bonde · c3 vit springare · f3 vit springare · a2 vit bonde · b2 vit bonde · c2 vit bonde · e2 vit löpare · f2 vit bonde · g2 vit bonde · h2 vit bonde · a1 vit torn · c1 vit löpare · d1 vit drottning · f1 vit torn · g1 vit kung | 3 |
| 2 | a8 svart torn · b8 svart springare · c8 svart löpare · d8 svart drottning · f8 svart torn · g8 svart kung · a7 svart bonde · b7 svart bonde · c7 svart bonde · e7 svart bonde · f7 svart bonde · g7 svart löpare · h7 svart bonde · d6 svart bonde · f6 svart springare · g6 svart bonde · d4 vit bonde · e4 vit bonde · c3 vit springare · f3 vit springare · a2 vit bonde · b2 vit bonde · c2 vit bonde · e2 vit löpare · f2 vit bonde · g2 vit bonde · h2 vit bonde · a1 vit torn · c1 vit löpare · d1 vit drottning · f1 vit torn · g1 vit kung | a8 svart torn · b8 svart springare · c8 svart löpare · d8 svart drottning · f8 svart torn · g8 svart kung · a7 svart bonde · b7 svart bonde · c7 svart bonde · e7 svart bonde · f7 svart bonde · g7 svart löpare · h7 svart bonde · d6 svart bonde · f6 svart springare · g6 svart bonde · d4 vit bonde · e4 vit bonde · c3 vit springare · f3 vit springare · a2 vit bonde · b2 vit bonde · c2 vit bonde · e2 vit löpare · f2 vit bonde · g2 vit bonde · h2 vit bonde · a1 vit torn · c1 vit löpare · d1 vit drottning · f1 vit torn · g1 vit kung | a8 svart torn · b8 svart springare · c8 svart löpare · d8 svart drottning · f8 svart torn · g8 svart kung · a7 svart bonde · b7 svart bonde · c7 svart bonde · e7 svart bonde · f7 svart bonde · g7 svart löpare · h7 svart bonde · d6 svart bonde · f6 svart springare · g6 svart bonde · d4 vit bonde · e4 vit bonde · c3 vit springare · f3 vit springare · a2 vit bonde · b2 vit bonde · c2 vit bonde · e2 vit löpare · f2 vit bonde · g2 vit bonde · h2 vit bonde · a1 vit torn · c1 vit löpare · d1 vit drottning · f1 vit torn · g1 vit kung | a8 svart torn · b8 svart springare · c8 svart löpare · d8 svart drottning · f8 svart torn · g8 svart kung · a7 svart bonde · b7 svart bonde · c7 svart bonde · e7 svart bonde · f7 svart bonde · g7 svart löpare · h7 svart bonde · d6 svart bonde · f6 svart springare · g6 svart bonde · d4 vit bonde · e4 vit bonde · c3 vit springare · f3 vit springare · a2 vit bonde · b2 vit bonde · c2 vit bonde · e2 vit löpare · f2 vit bonde · g2 vit bonde · h2 vit bonde · a1 vit torn · c1 vit löpare · d1 vit drottning · f1 vit torn · g1 vit kung | a8 svart torn · b8 svart springare · c8 svart löpare · d8 svart drottning · f8 svart torn · g8 svart kung · a7 svart bonde · b7 svart bonde · c7 svart bonde · e7 svart bonde · f7 svart bonde · g7 svart löpare · h7 svart bonde · d6 svart bonde · f6 svart springare · g6 svart bonde · d4 vit bonde · e4 vit bonde · c3 vit springare · f3 vit springare · a2 vit bonde · b2 vit bonde · c2 vit bonde · e2 vit löpare · f2 vit bonde · g2 vit bonde · h2 vit bonde · a1 vit torn · c1 vit löpare · d1 vit drottning · f1 vit torn · g1 vit kung | a8 svart torn · b8 svart springare · c8 svart löpare · d8 svart drottning · f8 svart torn · g8 svart kung · a7 svart bonde · b7 svart bonde · c7 svart bonde · e7 svart bonde · f7 svart bonde · g7 svart löpare · h7 svart bonde · d6 svart bonde · f6 svart springare · g6 svart bonde · d4 vit bonde · e4 vit bonde · c3 vit springare · f3 vit springare · a2 vit bonde · b2 vit bonde · c2 vit bonde · e2 vit löpare · f2 vit bonde · g2 vit bonde · h2 vit bonde · a1 vit torn · c1 vit löpare · d1 vit drottning · f1 vit torn · g1 vit kung | a8 svart torn · b8 svart springare · c8 svart löpare · d8 svart drottning · f8 svart torn · g8 svart kung · a7 svart bonde · b7 svart bonde · c7 svart bonde · e7 svart bonde · f7 svart bonde · g7 svart löpare · h7 svart bonde · d6 svart bonde · f6 svart springare · g6 svart bonde · d4 vit bonde · e4 vit bonde · c3 vit springare · f3 vit springare · a2 vit bonde · b2 vit bonde · c2 vit bonde · e2 vit löpare · f2 vit bonde · g2 vit bonde · h2 vit bonde · a1 vit torn · c1 vit löpare · d1 vit drottning · f1 vit torn · g1 vit kung | a8 svart torn · b8 svart springare · c8 svart löpare · d8 svart drottning · f8 svart torn · g8 svart kung · a7 svart bonde · b7 svart bonde · c7 svart bonde · e7 svart bonde · f7 svart bonde · g7 svart löpare · h7 svart bonde · d6 svart bonde · f6 svart springare · g6 svart bonde · d4 vit bonde · e4 vit bonde · c3 vit springare · f3 vit springare · a2 vit bonde · b2 vit bonde · c2 vit bonde · e2 vit löpare · f2 vit bonde · g2 vit bonde · h2 vit bonde · a1 vit torn · c1 vit löpare · d1 vit drottning · f1 vit torn · g1 vit kung | 2 |
| 1 | a8 svart torn · b8 svart springare · c8 svart löpare · d8 svart drottning · f8 svart torn · g8 svart kung · a7 svart bonde · b7 svart bonde · c7 svart bonde · e7 svart bonde · f7 svart bonde · g7 svart löpare · h7 svart bonde · d6 svart bonde · f6 svart springare · g6 svart bonde · d4 vit bonde · e4 vit bonde · c3 vit springare · f3 vit springare · a2 vit bonde · b2 vit bonde · c2 vit bonde · e2 vit löpare · f2 vit bonde · g2 vit bonde · h2 vit bonde · a1 vit torn · c1 vit löpare · d1 vit drottning · f1 vit torn · g1 vit kung | a8 svart torn · b8 svart springare · c8 svart löpare · d8 svart drottning · f8 svart torn · g8 svart kung · a7 svart bonde · b7 svart bonde · c7 svart bonde · e7 svart bonde · f7 svart bonde · g7 svart löpare · h7 svart bonde · d6 svart bonde · f6 svart springare · g6 svart bonde · d4 vit bonde · e4 vit bonde · c3 vit springare · f3 vit springare · a2 vit bonde · b2 vit bonde · c2 vit bonde · e2 vit löpare · f2 vit bonde · g2 vit bonde · h2 vit bonde · a1 vit torn · c1 vit löpare · d1 vit drottning · f1 vit torn · g1 vit kung | a8 svart torn · b8 svart springare · c8 svart löpare · d8 svart drottning · f8 svart torn · g8 svart kung · a7 svart bonde · b7 svart bonde · c7 svart bonde · e7 svart bonde · f7 svart bonde · g7 svart löpare · h7 svart bonde · d6 svart bonde · f6 svart springare · g6 svart bonde · d4 vit bonde · e4 vit bonde · c3 vit springare · f3 vit springare · a2 vit bonde · b2 vit bonde · c2 vit bonde · e2 vit löpare · f2 vit bonde · g2 vit bonde · h2 vit bonde · a1 vit torn · c1 vit löpare · d1 vit drottning · f1 vit torn · g1 vit kung | a8 svart torn · b8 svart springare · c8 svart löpare · d8 svart drottning · f8 svart torn · g8 svart kung · a7 svart bonde · b7 svart bonde · c7 svart bonde · e7 svart bonde · f7 svart bonde · g7 svart löpare · h7 svart bonde · d6 svart bonde · f6 svart springare · g6 svart bonde · d4 vit bonde · e4 vit bonde · c3 vit springare · f3 vit springare · a2 vit bonde · b2 vit bonde · c2 vit bonde · e2 vit löpare · f2 vit bonde · g2 vit bonde · h2 vit bonde · a1 vit torn · c1 vit löpare · d1 vit drottning · f1 vit torn · g1 vit kung | a8 svart torn · b8 svart springare · c8 svart löpare · d8 svart drottning · f8 svart torn · g8 svart kung · a7 svart bonde · b7 svart bonde · c7 svart bonde · e7 svart bonde · f7 svart bonde · g7 svart löpare · h7 svart bonde · d6 svart bonde · f6 svart springare · g6 svart bonde · d4 vit bonde · e4 vit bonde · c3 vit springare · f3 vit springare · a2 vit bonde · b2 vit bonde · c2 vit bonde · e2 vit löpare · f2 vit bonde · g2 vit bonde · h2 vit bonde · a1 vit torn · c1 vit löpare · d1 vit drottning · f1 vit torn · g1 vit kung | a8 svart torn · b8 svart springare · c8 svart löpare · d8 svart drottning · f8 svart torn · g8 svart kung · a7 svart bonde · b7 svart bonde · c7 svart bonde · e7 svart bonde · f7 svart bonde · g7 svart löpare · h7 svart bonde · d6 svart bonde · f6 svart springare · g6 svart bonde · d4 vit bonde · e4 vit bonde · c3 vit springare · f3 vit springare · a2 vit bonde · b2 vit bonde · c2 vit bonde · e2 vit löpare · f2 vit bonde · g2 vit bonde · h2 vit bonde · a1 vit torn · c1 vit löpare · d1 vit drottning · f1 vit torn · g1 vit kung | a8 svart torn · b8 svart springare · c8 svart löpare · d8 svart drottning · f8 svart torn · g8 svart kung · a7 svart bonde · b7 svart bonde · c7 svart bonde · e7 svart bonde · f7 svart bonde · g7 svart löpare · h7 svart bonde · d6 svart bonde · f6 svart springare · g6 svart bonde · d4 vit bonde · e4 vit bonde · c3 vit springare · f3 vit springare · a2 vit bonde · b2 vit bonde · c2 vit bonde · e2 vit löpare · f2 vit bonde · g2 vit bonde · h2 vit bonde · a1 vit torn · c1 vit löpare · d1 vit drottning · f1 vit torn · g1 vit kung | a8 svart torn · b8 svart springare · c8 svart löpare · d8 svart drottning · f8 svart torn · g8 svart kung · a7 svart bonde · b7 svart bonde · c7 svart bonde · e7 svart bonde · f7 svart bonde · g7 svart löpare · h7 svart bonde · d6 svart bonde · f6 svart springare · g6 svart bonde · d4 vit bonde · e4 vit bonde · c3 vit springare · f3 vit springare · a2 vit bonde · b2 vit bonde · c2 vit bonde · e2 vit löpare · f2 vit bonde · g2 vit bonde · h2 vit bonde · a1 vit torn · c1 vit löpare · d1 vit drottning · f1 vit torn · g1 vit kung | 1 |
|   | a | b | c | d | e | f | g | h |   |

Spelet fortsätter normalt 3.Sc3 g6. Om svart i stället spelar 3...e5 går det över i Philidors försvar. 
Efter 3...g6 har vit flera möjligheter:
- 4.Sf3 är den klassiska varianten där vit utvecklar pjäserna och nöjer sig med ett något mindre centrum. 4.Sf3 Lg7 5.Le2 (eller 5.h3 följt av 6.Le3) 5...0–0 6.0–0 c6 (här spelas också 6...Lg4, 6...Sc6 och 6...a6) 7.a4.

- 4.f4 är det österrikiska angreppet där vit etablerar ett starkt centrum som svart angriper i typisk hypermodern stil. 4...Lg7 5.Sf3 0–0 (alternativet är 5...c5 6.Lb5+ Ld7 7.e5 Sg4 med komplicerat spel) 6.Ld3 Sc6 (eller 6...Sa6 med planen ...c5). Vit kan fortsätta med 7.e5 eller 7.0-0 (varpå svart kan spela 7...e5).

- 4.Le3 c6 5.Dd2 b5. Vit och svart angriper med bondestorm på varsin flygel. Både vit och svart kan välja att avstå från rockad.

- 4.Lg5 Lg7 5.Dd2. Vit planerar att följa upp med Lh6 och lång rockad. Svart kan förhindra detta med ...h6 och ...g5 eller satsa på ett motangrepp på damflygeln med ...c6 och ...b5.

- 4.g3 Lg7 5.Lg2 0–0 6.Sge2 e5 är en lugnare variant.